# Trasfigurazione, entrata di Cristo a Gerusalemme e resurrezione di Lazzaro
La Trasfigurazione, entrata di Cristo a Gerusalemme e resurrezione di Lazzaro è un dipinto a tempera e oro su tela di lino (90x186 cm) di Guido da Siena, databile al 1270-1275 circa e conservato nella Pinacoteca nazionale di Siena (col n. 8 di inventario).

## Storia
L'opera è dipinta su tela, un formato molto raro nel Duecento, ed è una delle primissime pitture pervenuteci su tale materia. Proviene dalla pieve di Santa Cecilia a Crevole, nel comune di Murlo.
Fu attribuita a Guido da Siena da Berenson (1936), confermato poi dallo Stubblebine (1964) e dal resto della critica.

## Descrizione e stile
Vi sono raffigurate tre storie di Cristo, da leggere da destra verso sinistra. La prima è la resurrezione di Lazzaro, dall'elegante composizione formale. Un gruppo di edifici a sinistra fa da sfondo a Gesù, ritratto nel gesto della parola, e agli apostoli, mentre dalla montagnola antistante Lazzaro si leva dal sepolcro ancora bendato, ma con gli occhi ben aperti, in quanto vivo. Qui gli astanti sollevano le mani sorpresi e uno di loro si tappa la bocca per il cattivo odore, un gesto che venne ripreso da Duccio di Buoninsegna nell'analoga scena sul resto della Maestà del Duomo di Siena. Curiosi sono i grandi fiori a ombrello che spuntano da un arbusto sulla montagna, così originali, ma presenti anche nel dossale di Badia Ardenga. In basso due donne si prostrano, a riempire la forma triangolare del crinale, senza invadere la metà riservata a Gesù e alla sua schiera.
Anche la scena dell'ingresso a Gerusalemme è raffigurata sfruttando sapientemente i piani in sequenza, in questo caso una serie di colli lungo i quali le persone scendono, provenienti dalla città murata sullo sfondo (stretta come un anfiteatro), tra alberelli su cui si arrampicano i fanciulli desiderosi di vedere l'avvenimento. Gesù si fa avanti in groppa a un'asina, parlando e benedicendo, mentre i fedeli si prostrano per stendere a terra mantelli e ramoscelli per facilitarne il passaggio. Lo seguono gli apostoli (se ne intravedono solo tre e altrettante aureole in secondo piano), che paiono titubanti, riguardandosi l'un l'altro.
L'ultima scena è quella della Trasfigurazione. Gesù appare in una sfolgorante mandorla raggiata tra i profeti Isaia e Mosè (i loro nomi sono scritti sopra le loro teste), mentre in basso i tre apostoli testimoni sono folgorati dalla visione soprannaturale. Essi sollevano le mani e guardano timorati verso l'alto, appollaiati su diversi speroni e radure del crinale dai colori pastello.